# Stizus koenigi
Stizus koenigi  (лат.) — вид песочных ос из подсемейства Bembicinae (триба Stizini). Казахстан, Узбекистан, Туркменистан, Таджикистан. Иран, Афганистан, Китай, Тунис, Ливия. Длина 17—19 мм. Грудь от чёрной с жёлтыми отметинами до полностью жёлтой. 2-й, 3-й и 4-й тергиты брюшка с жёлтыми перевязями. Крылья прозрачные. Усики самок 12-члениковые (у самцов состоят из 13 сегментов). Внутренние края глаз субпараллельные (без выемки). Брюшко сидячее (первый стернит брюшка полностью находится под тергитом). В переднем крыле три кубитальные ячейки. Гнездятся в земле. Вид был впервые описан в 1888 году российским энтомологом Фердинандом Фердинандовичем Моравицем (F. Morawitz, 1827—1896).